# 스탬피드 레슬링
스탬피드 레슬링(Stampede Wrestling)은 캐나다 캘거리에 본거지를 둔 프로레슬링 단체이다. 스튜 하트가 1948년 설립하였다.